# N-Dubz
N-Dubz sunt o trupă de hip-hop din Londra, Camden Town. Până în prezent ei au avut 3 piese ce s-au plasat în topul 40 UK Singles Chart, una dintre ele intrând în topul 20. Albumul lor de debut, Uncle B, a fost lansat pe 17 noiembrie 2008 și a ajuns pe locul 11 în topul UK Albums Chart, de atunci ei au vândut peste 300.000 de albume în Marea Britanie..

## Activitate
Albume
- Uncle B

Turnee
- 2009: turneul Uncle B
- 2009: N-Dubz Christmas Party

Premii
| An   | Premiu                | Categorie               | Rezultat    |
| ---- | --------------------- | ----------------------- | ----------- |
| 2007 | MOBO Awards           | Best UK Newcomer        | Câștigat    |
| 2008 | Urban Music Awards    | Best Group              | Nominalizat |
| 2008 | Urban Music Awards    | Best Music Video (Ouch) | Nominalizat |
| 2009 | 02 Silver Clef Awards | The Digital Award       | Câștigat    |